# Đài phun nước với cá heo ở Česká Lípa
Đài phun nước với cá heo ở Česká Lípa (tiếng Séc: Kašna s delfíny v České Lípě) là một trong những đài phun nước nổi bật ở thị trấn Česká Lípa, vùng Liberecký, Cộng hòa Séc. Đài phun nước này có tên trong danh sách các di tích văn hóa của Cộng hòa Séc.

## Mô tả
Đây là một đài phun nước bằng đá sa thạch được thiết kế theo phong cách Đế chế và có phần bể nước hình bát giác. Ở trung tâm bể nước là một cột trụ lớn có phần đế hình lăng trụ và phần thân hình trụ tròn. Phần ngọn cột được trang trí bằng nhiều họa tiết điêu khắc khác nhau nổi bật với một cái đỉnh hình quả thông. Ở phần thân hình trụ tròn có đặt 4 bức tượng của những chú "cá heo" mang vảy. Mỗi chiếc đuôi của những chú cá heo này giữ một cây đinh ba (hình tượng gắn liền với thần Neptune hoặc thần Poseidon).

## Lịch sử
Đài phun nước với cá heo ở Česká Lípa có niên đại từ năm 1837. Tác giả của công trình này là các nhà điêu khắc đến từ thị trấn Hořice. Theo truyền thống, công trình này được gọi là "đài phun nước với cá heo", mặc dù những chú cá có tạo hình nghệ thuật không thật sự giống cá heo. Sau khi Thế chiến thứ hai kết thúc, đài phun nước ngừng hoạt động trong một thời gian dài. Sau năm 1970, công trình này mới được trùng tu. Công việc sửa chữa hoàn thành vào tháng 5 năm 1975, nhân dịp kỷ niệm 30 năm giải phóng Tiệp Khắc. Đài phun nước này tiếp tục được tân trang trong các năm 1993 và năm 2015.